# Northern Railway Colony
Northern Railway Colony – miasto w północnych Indiach w stanie Uttar Pradesh, na Nizinie Hindustańskiej.
Populacja miasta w 2001 roku wynosiła 29 708 mieszkańców.